# Adhemar Canavesi
Adhemar Canavesi (Montevideo, 18 agosto 1903 – Montevideo, 14 novembre 1984) è stato un calciatore uruguaiano, di ruolo difensore.

## Caratteristiche tecniche
Giocava come difensore destro e sinistro.

## Carriera

### Club
Canavesi iniziò la sua carriera nel Bella Vista, club in cui rimase fino al 1928: in quello stesso anno passò al Peñarol, di cui fu il capitano nel titolo nazionale vinto nel 1932; si ritirò nel 1935.

### Nazionale
Debuttò in Nazionale il 14 luglio 1925, durante l'incontro amichevole tra Uruguay e Paraguay. Contro la selezione bianco-rossa giocò altre 4 partite, tutte tra il luglio e l'agosto 1925. Fu poi convocato per il Campeonato Sudamericano de Football 1927, in cui debuttò il 1º novembre contro il Perù, giocando da difensore destro al fianco di Tejera. Fu poi impiegato contro l'Argentina il 20 novembre, come difensore sinistro; realizzò un'autorete all'85º minuto, determinando la sconfitta dell'Uruguay. L'ultima partita dell'anno fu quella contro il Cile del 10 dicembre. Partecipò poi ai Giochi olimpici di Amsterdam 1928, giocando contro l'Italia. Secondo Eduardo Galeano, Canavesi saltò volontariamente la finale del torneo olimpico perché ogni volta che era sceso in campo contro l'Argentina la sua Nazionale aveva perso.

## Palmarès

### Club
- Campionato uruguaiano: 4

Peñarol: 1928, 1929, 1932, 1935

### Nazionale
- Oro olimpico: 1

Amsterdam 1928